# Rhein-Neckar-Kreis

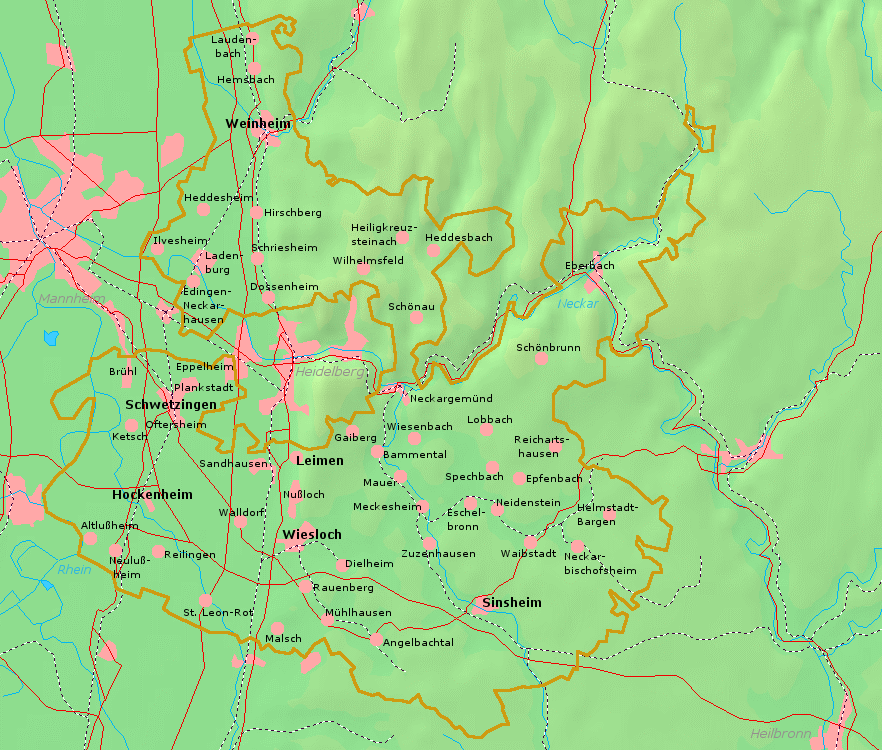
Topografische Karte

Der Rhein-Neckar-Kreis ist eine Gebietskörperschaft in Baden-Württemberg. Er ist mit 558.561 Einwohnern (31. Dezember 2024) der bevölkerungsreichste Landkreis Baden-Württembergs und der fünfteinwohnerstärkste Deutschlands. Er liegt im Nordwesten des Landes im Regierungsbezirk Karlsruhe und gehört zur Metropolregion Rhein-Neckar.
Sitz des Landkreises ist Heidelberg, das selbst ein Stadtkreis ist und dem Landkreis nicht angehört. Die einwohnergrößte Stadt im Landkreis ist die Große Kreisstadt Weinheim.

## Geographie

### Lage
Der Rhein-Neckar-Kreis hat Anteil an der Oberrheinischen Tiefebene, am westlichen Kraichgau und am südlichen Odenwald. Die Landschaft am westlichen Rand des Odenwalds von Wiesloch nordwärts über Heidelberg und Weinheim bis Darmstadt bezeichnet man als Bergstraße, eine der wärmsten Gegenden Deutschlands.  Im Osten liegt das Tourismusgebiet Brunnenregion. Der Landkreis grenzt direkt an Hessen und Rheinland-Pfalz (Brühl (Baden) – Altlußheim/Altrip – Speyer) und besitzt zudem mit Badisch-Schöllenbach eine Exklave, die nur zwei Kilometer von Bayern (Kirchzell-Breitenbach) entfernt ist.
Die Höhenlage erstreckt sich von 86 m ü. NHN am Neckar in Ilvesheim bis 587,4 m ü. NHN auf der Stiefelhöhe im Odenwald.

### Nachbarkreise
Der Rhein-Neckar-Kreis grenzt im Uhrzeigersinn im Norden beginnend an die Landkreise Bergstraße, Odenwaldkreis (beide in Hessen), Neckar-Odenwald-Kreis, Heilbronn und Karlsruhe (alle in Baden-Württemberg). Im Westen bildet der Rhein die Landesgrenze zum Bundesland Rheinland-Pfalz mit der kreisfreien Stadt Speyer und dem Rhein-Pfalz-Kreis, mit Ausnahme der linksrheinischen Kollerinsel, die zur Gemeinde Brühl und damit zum Rhein-Neckar-Kreis gehört. Weiterhin grenzt der Rhein-Neckar-Kreis an die Stadtkreise Mannheim und Heidelberg.
In das Kreisgebiet ragt von Norden bis zum Neckar ein schmaler Streifen, der zu Hessen gehört. Es handelt sich hierbei um die zum Landkreis Bergstraße gehörigen Gemeinden Neckarsteinach und Hirschhorn (Neckar) sowie das gemeindefreie Gebiet Michelbuch.

### Flächenaufteilung
Nach Daten des Statistischen Landesamtes, Stand 2015.

### Naturschutz
Der Rhein-Neckar-Kreis besitzt folgende 51 Naturschutzgebiete. Nach der Schutzgebietsstatistik der Landesanstalt für Umwelt, Messungen und Naturschutz Baden-Württemberg (LUBW) stehen 3.063,58 Hektar der Kreisfläche unter Naturschutz, das sind 2,89 Prozent.
1. Altenbachtal und Galgenberg, 116,1 ha, Gemeinden Malsch, Mühlhausen, Stadt Rauenberg
2. Altneckar Wörth-Weidenstücker, 16,7 ha (davon 5,1 ha im Rhein-Neckar-Kreis), Gemeinde Edingen-Neckarhausen
3. Altneckarschleife-Neckarplatten, 84,9 ha, Stadt Ladenburg, Gemeinden Ilvesheim, Edingen-Neckarhausen
4. Backofen-Riedwiesen, 147,7 ha, (davon 63,6 ha im Rhein-Neckar-Kreis), Gemeinden Brühl, Edingen-Neckarhausen
5. Bockscheuer, 11,2 ha, Stadt Sinsheim
6. Brombacher Tal, 18,7 ha, Stadt Eberbach
7. Brühlwegdüne, 36,5 ha, Gemeinde Sandhausen
8. Brühlwiesen, 4,0 ha, Stadt Sinsheim
9. Dammstücker, 19,5 ha, Gemeinde Nußloch
10. Elsenzaue-Hollmuthang, 58,0 ha, Gemeinde Bammental, Stadt Neckargemünd
11. Felsenberg, 5,9 ha, Stadt Neckargemünd
12. Feuchtgebiete am Ilvesbach, 39,41 ha, Stadt Sinsheim
13. Frauweilerwiesen, 12,3 ha, Stadt Wiesloch
14. Gräbenwiesen, Spechbach, Weidichberg und Birkenwald, 44,4 ha, Gemeinde Mühlhausen
15. Hilsbacher Bruchwiesen, 19,9 ha, Stadt Sinsheim
16. Hirschacker und Dossenwald, 128,9 ha, (davon 61,3 ha im Rhein-Neckar-Kreis), Stadt Schwetzingen
17. Hochholz-Kapellenbruch, 263,7 ha, Städte Rauenberg und Wiesloch, Gemeinden Malsch und St. Leon-Rot
18. Hockenheimer Rheinbogen, 640,4 ha, Stadt Hockenheim, Gemeinden Altlußheim und Ketsch
19. Hoffenheimer Klinge, 22,3 ha, Stadt Sinsheim
20. Kallenberg und Kaiserberg, 39,6 ha, Gemeinden Eschelbronn, Neidenstein
21. Ketscher Rheininsel, 476,4 ha, Gemeinden Brühl, Ketsch
22. Kranichsberg,8,4 ha, Stadt Eberbach
23. Landschaft am Waldangelbach, 11,5 ha, Städte Rauenberg, Wiesloch
24. Malscher Aue, 23,9 ha, Gemeinden Bad Schönborn, Malsch, Mühlhausen
25. Mauermer und Bammentaler Elsenztal, 162,0 ha, Gemeinden Bammental, Mauer, Meckesheim
26. Neckaraue zwischen Botzheimer Wasen und Obere Wörth, 5,5 ha, Stadt Ladenburg
27. Neckarufer Seitelsgrund-Moosklinge, 47,3 ha, Stadt Eberbach, Gemeinde Schönbrunn
28. Nußlocher Wiesen, 69,3 ha, Städte Leimen, Walldorf, Wiesloch, Gemeinde Nußloch
29. Oftersheimer Dünen, 50,5 ha, Gemeinde Oftersheim
30. Ölberg, 51,5 ha, Gemeinde Dossenheim, Stadt Schriesheim
31. Rohrwiesen und Gänswiesen, 11,6 ha, Stadt Hemsbach, Gemeinde Laudenbach
32. Sallengrund-Waldwiesen, 33,3 ha, Gemeinde Dielheim
33. Sandgrube am Grafenrain, 5,3 ha, Gemeinde Mauer
34. Sandhausener Dünen, 37,1 ha, Gemeinde Sandhausen
35. Sauerwiesen-Fuchsloch, 60,8 ha, Gemeinde Dielheim, Stadt Wiesloch
36. Schafhof-Teufelsloch, 34,4 ha, Stadt Hemsbach
37. Schwetzinger Wiesen-Riedwiesen, 150,4 ha, Stadt Schwetzingen, Gemeinden Brühl und Edingen-Neckarhausen
38. Sotten, 18,5 ha, Stadt Neckargemünd
39. Steinbruch Kirchardter Berg, 11,3 ha, Stadt Sinsheim
40. Steinbruch Leimen, 22,0 ha (davon 18,0 ha im Rhein-Neckar-Kreis), Stadt Leimen
41. Steinbruch Sulzbach, 2,4 ha, Stadt Weinheim
42. Streuobstwiesen Kleingemünd, 15,7 ha, Stadt Neckargemünd
43. Teiche am Landgraben, 2,9 ha, Stadt Weinheim
44. Todtenbronnen, 15,0 ha, Gemeinde Schönbrunn
45. Unteres Schwarzbachtal, 40,3 ha, Gemeinden Eschelbronn, Meckesheim, Zuzenhausen
46. Wagbachniederung, 222,5 ha (davon 20,6 ha im Rhein-Neckar-Kreis), Gemeinde Neulußheim
47. Waibstädter Schwarzbachaue, 40,4 ha, Stadt Waibstadt
48. Wendenkopf, 55,9 ha, Stadt Schriesheim
49. Wüstnächstenbach und Haferbuckel, 8,9 ha, Stadt Weinheim
50. Zugmantel-Bandholz, 16,0 ha, Gemeinde Sandhausen

## Geschichte
Der Rhein-Neckar-Kreis entstand durch die Kreisreform in Baden-Württemberg am 1. Januar 1973. Damals wurden die Altkreise Heidelberg und Mannheim mit der nördlichen Hälfte des Altkreises Sinsheim und der Gemeinde Lindach des Altkreises Mosbach zum Rhein-Neckar-Kreis vereinigt. Am 1. Januar 1975 erfolgte die Ausgliederung von Ziegelhausen in den Stadtkreis Heidelberg. Am 1. April 1976 wurde der Kümmelbacher Hof aus der Stadt Heidelberg aus- und in die Stadt Neckargemünd eingegliedert. Nach einer kleinen Grenzkorrektur zum Neckar-Odenwald-Kreis, die am 1. Januar 1977 wirksam wurde, erhielt der Kreis seine derzeitige Gestalt.
Historisch spielte der Rhein-Neckar-Kreis schon vor der Kreisreform in der Revolution 1848/49 eine wichtige Rolle. Von hier gingen entscheidende Impulse für den Kampf um Freiheit und Demokratie aus.
Die Altkreise Heidelberg, Mannheim und Sinsheim gehen zurück auf die ehemals badischen Bezirksämter, die im Laufe der Geschichte mehrmals verändert wurden und 1936/1939 in Landkreise überführt wurden. Gleichzeitig entstanden 1939 die Stadtkreise Heidelberg und Mannheim. Seither gehören beide Städte nicht mehr zu den jeweiligen Kreisgebieten, blieben jedoch bis 1972 Sitz der jeweiligen Kreisverwaltung.
Nach der Kreisreform wurde Heidelberg Sitz des neuen Rhein-Neckar-Kreises. Dieser umfasst nach Abschluss der Gemeindereform noch 54 Gemeinden, darunter 17 Städte und hiervon wiederum sechs „Große Kreisstädte“ (Hockenheim, Leimen, Schwetzingen, Sinsheim, Weinheim und Wiesloch). Größte Stadt ist Weinheim, kleinste Gemeinde ist Heddesbach. Mit seinen insgesamt 54 Städten und Gemeinden liegt der Rhein-Neckar-Kreis nur knapp hinter dem Alb-Donau-Kreis, der 55 Städte und Gemeinden hat. In Weinheim, Ladenburg, Neckargemünd, Sinsheim und Wiesloch befinden sich, zusätzlich zu den zahlreichen Dienststellen in Heidelberg, Außenstellen des Landratsamts.

### Einwohnerstatistik

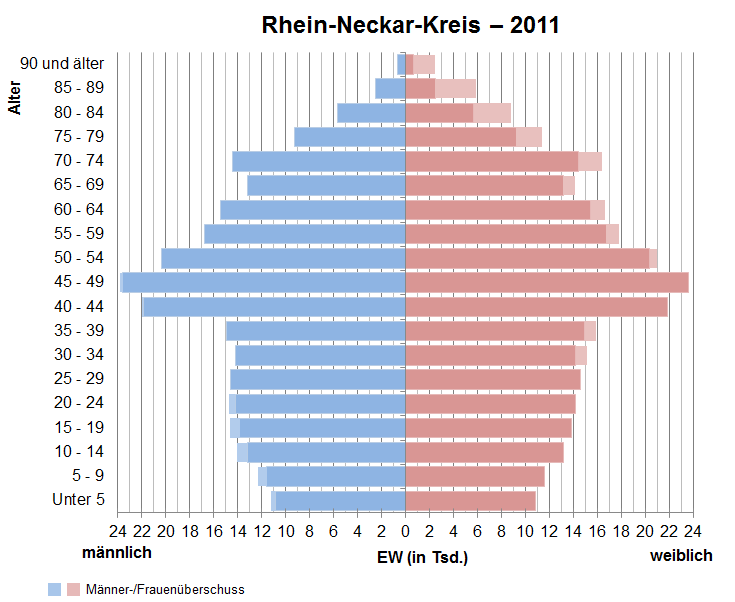
Bevölkerungspyramide für den Rhein-Neckar-Kreis (Datenquelle: Zensus 2011.)

Die Einwohnerzahlen sind Volkszählungsergebnisse (¹) oder amtliche Fortschreibungen des Statistischen Landesamts Baden-Württemberg. Es wurden nur Hauptwohnsitze berücksichtigt.
| Datum             | Einwohner |
| ----------------- | --------- |
| 31. Dezember 1973 | 447.099   |
| 31. Dezember 1975 | 449.602   |
| 31. Dezember 1980 | 463.110   |
| 31. Dezember 1985 | 467.597   |
| 25. Mai 1987 ¹    | 465.342   |
| 31. Dezember 1990 | 488.017   |

| Datum             | Einwohner |
| ----------------- | --------- |
| 31. Dezember 1995 | 512.445   |
| 31. Dezember 2000 | 524.028   |
| 31. Dezember 2005 | 533.993   |
| 31. Dezember 2010 | 537.625   |
| 31. Dezember 2015 | 541.859   |
| 31. Dezember 2020 | 548.233   |

### Konfessionsstatistik
Laut der Volkszählung 2011 waren 35,5 % der Einwohner evangelisch, 33,5 % römisch-katholisch und 31,0 % waren konfessionslos, gehörten einer anderen Religionsgemeinschaft an oder machten keine Angabe. Der Anteil der Protestanten und Katholiken an der Gesamtbevölkerung ist seitdem jährlich um 1 Prozentpunkt gesunken. Gemäß dem Zensus 2022 waren 28,2 % der Einwohner evangelisch, 26,9 % katholisch, und 44,8 % waren konfessionslos, gehörten einer anderen Glaubensgemeinschaft an oder machten keine Angabe.

## Politik
Der Landkreis wird vom Kreistag und vom Landrat verwaltet.

### Kreistag

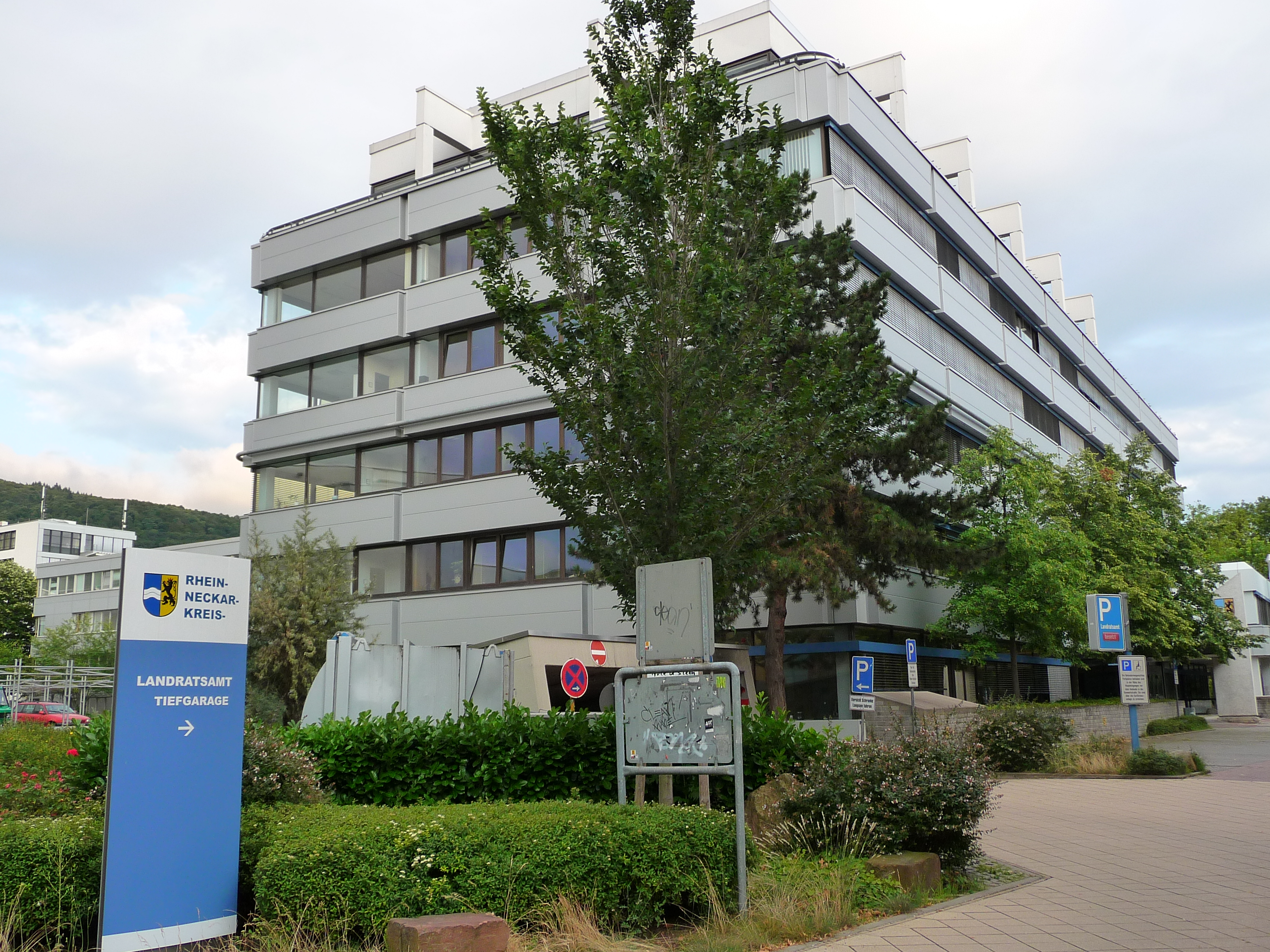
Hauptgebäude des Landratsamtes in Heidelberg

| Kreistagswahl Rhein-Neckar 2024Wahlbeteiligung: 63,4 % 3020100 29,4 %17,4 %16,1 %15,1 %12,4 %6,1 %3,3 %0,3 %keine % CDUFWSPDGrüneAfDFDPLinkeWMDSonst.Gewinne und Verlusteim Vergleich zu 2019 %p 6 4 2 0 −2 −4 −6+2,6 %p−0,6 %p−0,5 %p−5,4 %p+4,7 %p−0,5 %p−0,3 %p+0,3 %p−0,2 %pCDUFWSPDGrüneAfDFDPLinkeWMDSonst. | Sitzverteilung im Kreistag Rhein-Neckar seit 2024Insgesamt 104 Sitze - Linke: 3 - SPD: 17 - Grüne: 16 - FW: 18 - FDP: 7 - CDU: 30 - AfD: 13 |

#### Ergebnisse vergangener Kreistagswahlen
| Parteien und Wählergemeinschaften | Parteien und Wählergemeinschaften           | 2024   | 2024   | 2019   | 2019   | 2014   | 2014   | 2009   | 2009   | 2004   | 2004   | 1999   | 1999   | 1994   | 1994   | 1989   | 1989   |
| Parteien und Wählergemeinschaften | Parteien und Wählergemeinschaften           | %      | Sitze  | %      | Sitze  | %      | Sitze  | %      | Sitze  | %      | Sitze  | %      | Sitze  | %      | Sitze  | %      | Sitze  |
| --------------------------------- | ------------------------------------------- | ------ | ------ | ------ | ------ | ------ | ------ | ------ | ------ | ------ | ------ | ------ | ------ | ------ | ------ | ------ | ------ |
| CDU                               | Christlich Demokratische Union Deutschlands | 29,4   | 30     | 26,8   | 27     | 34,17  | 36     | 34,0   | 38     | 39,7   | 45     | 42,1   | 46     | 33,6   | 38     | 35,3   | 50     |
| FW                                | Freie Wähler                                | 17,4   | 18     | 18,0   | 18     | 19,19  | 20     | 17,7   | 17     | –      | –      | –      | –      | –      | –      | –      | –      |
| SPD                               | Sozialdemokratische Partei Deutschlands     | 16,1   | 17     | 16,6   | 17     | 22,29  | 23     | 23,3   | 24     | 24,3   | 23     | 26,3   | 25     | 29,3   | 31     | 29,7   | 38     |
| GRÜNE                             | Bündnis 90/Die Grünen                       | 15,1   | 16     | 20,5   | 20     | 13,83  | 15     | 12,2   | 12     | 11,9   | 12     | 8,8    | 8      | 13,2   | 14     | 10,3   | 13     |
| AfD                               | Alternative für Deutschland                 | 12,4   | 13     | 7,7    | 8      | –      | –      | –      | –      | –      | –      | –      | –      | –      | –      | –      | –      |
| FDP                               | Freie Demokratische Partei                  | 6,1    | 7      | 6,6    | 7      | 5,95   | 6      | 8,5    | 9      | 6,9    | 7      | 4,9    | 5      | 5,6    | 6      | 6,9    | 9      |
| LINKE                             | Die Linke                                   | 3,3    | 3      | 3,6    | 4      | 3,72   | 4      | 2,9    | 3      | –      | –      | –      | –      | –      | –      | –      | –      |
| WMD                               | Wählervereinigung Mehr Demokratie Weinheim  | 0,3    | 0      | –      | –      | –      | –      | –      | –      | –      | –      | –      | –      | –      | –      | –      | –      |
| WL                                | Weinheimer Liste                            | –      | –      | –      | –      | 0,84   | 1      | –      | –      | –      | –      | –      | –      | –      | –      | –      | –      |
| WG*                               | Wählervereinigungen                         | –      | –      | –      | –      | –      | –      | –      | –      | 17,2   | 16     | 17,6   | 16     | 15,9   | 17     | 15,2   | 20     |
| REP                               | Die Republikaner                            | –      | –      | –      | –      | –      | –      | –      | –      | –      | –      | –      | –      | 1,3    | 1      | 0,8    | 1      |
| Sonst.                            | Sonstige; u. a. Weinheim Plus               | –      | –      | –      | –      | –      | –      | 0,4    | 0      | –      | –      | 0,3    | 0      | 1,1    | 1      | 1,7    | 1      |
| Gesamt                            | Gesamt                                      | 100 %  | 104    | 100 %  | 101    | 100 %  | 105    | 100 %  | 103    | 100 %  | 103    | 100 %  | 100    | 100 %  | 108    | 100 %  | 132    |
| Wahlbeteiligung                   | Wahlbeteiligung                             | 63,4 % | 63,4 % | 62,1 % | 62,1 % | 51,5 % | 51,5 % | 53,6 % | 53,6 % | 55,9 % | 55,9 % | 55,9 % | 55,9 % | 70,6 % | 70,6 % | 66,8 % | 66,8 % |

* WG: Wählervereinigungen, da sich die Ergebnisse von 1989 bis 2004 nicht auf einzelne Wählergruppen aufschlüsseln lassen.

### Landrat
Der Kreistag wählt den Landrat für eine Amtszeit von acht Jahren. Er ist gesetzlicher Vertreter und Repräsentant des Landkreises sowie Vorsitzender des Kreistags und seiner Ausschüsse. Er leitet das Landratsamt und ist Beamter des Kreises. Zu seinem Aufgabengebiet zählen die Vorbereitung der Sitzungen des Kreistags sowie seiner Ausschüsse. Er beruft Sitzungen ein, leitet sie und vollzieht die dort gefassten Beschlüsse. In den Gremien hat er kein Stimmrecht. Sein Stellvertreter ist der Erste Landesbeamte.
Die Landräte des Rhein-Neckar-Kreises seit 1973:
- 1973:–1986 Georg Steinbrenner, Amtsverweser
- 1973–1986: Albert Neckenauer
- 1986–2010: Jürgen Schütz (CDU)
- seit 2010: Stefan Dallinger (CDU)

### Wappen und Flagge
Beschreibung: Gespalten: vorn in Blau ein silberner, mit einem gewellten schwarzen Faden belegter Wellenbalken; hinten in Gold ein rot gekrönter, rot bezungter und rot bewehrter schwarzer Löwe
(Wappen-Verleihung 5. November 1975)
Bedeutung: Das Wappen trägt der geografischen Lage und den historischen Herrschaftsverhältnissen des Kreisgebiets und den ehemals selbständigen Gemeinden Rechnung. Der geteilte Wellenbalken symbolisiert den Rhein und den Neckar, die dem Kreis den Namen gaben. Der kurpfälzische Löwe symbolisiert die ehemalige Zugehörigkeit des überwiegenden Teils des heutigen Kreisgebiets zum Kurfürstentum Pfalz. Die Farben des Löwen wurden dabei gegenüber dem Originalwappen vertauscht, um der heraldischen Farbregel gerecht zu werden.
Die Flaggenfarben des Rhein-Neckar-Kreises sind Weiß-Blau und wurden am 28. Dezember 1987 vom Regierungspräsidium Karlsruhe verliehen.

### Kreispartnerschaften
Der Rhein-Neckar-Kreis unterhält eine Partnerschaft mit dem ungarischen Komitat Somogy.

## Wirtschaft und Infrastruktur

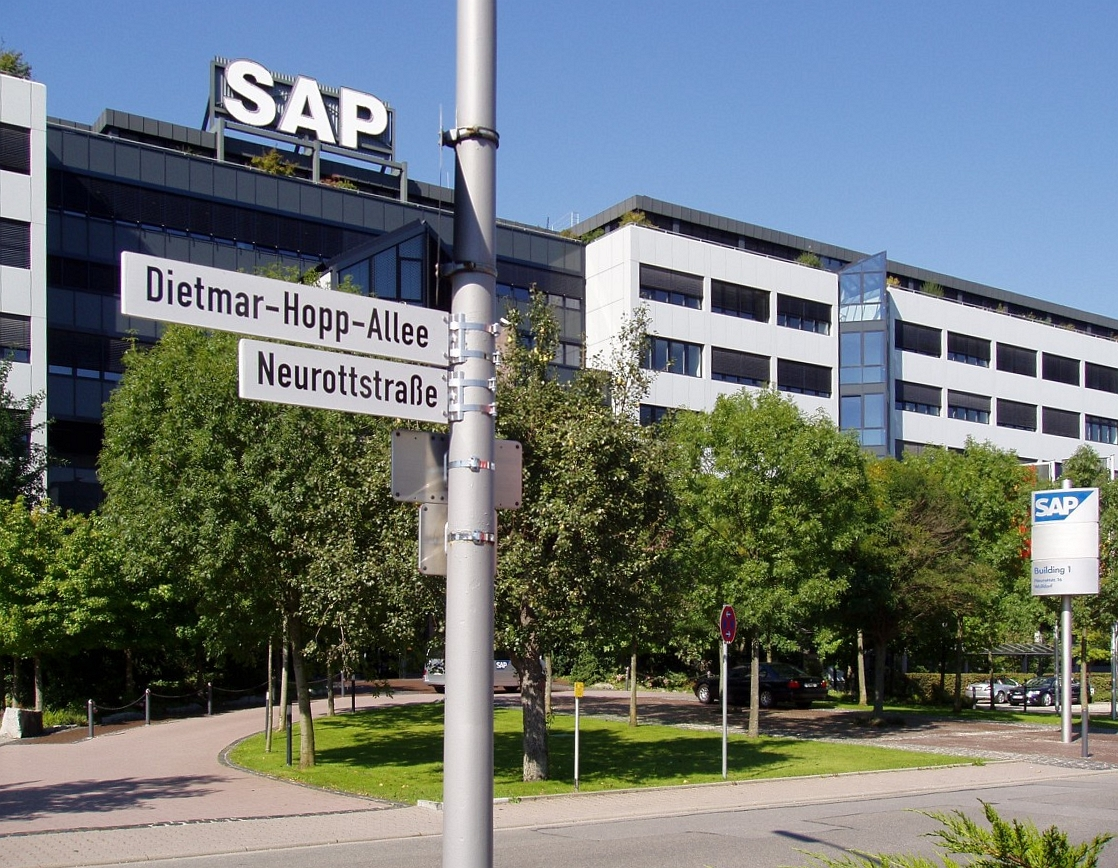
SAP in Walldorf

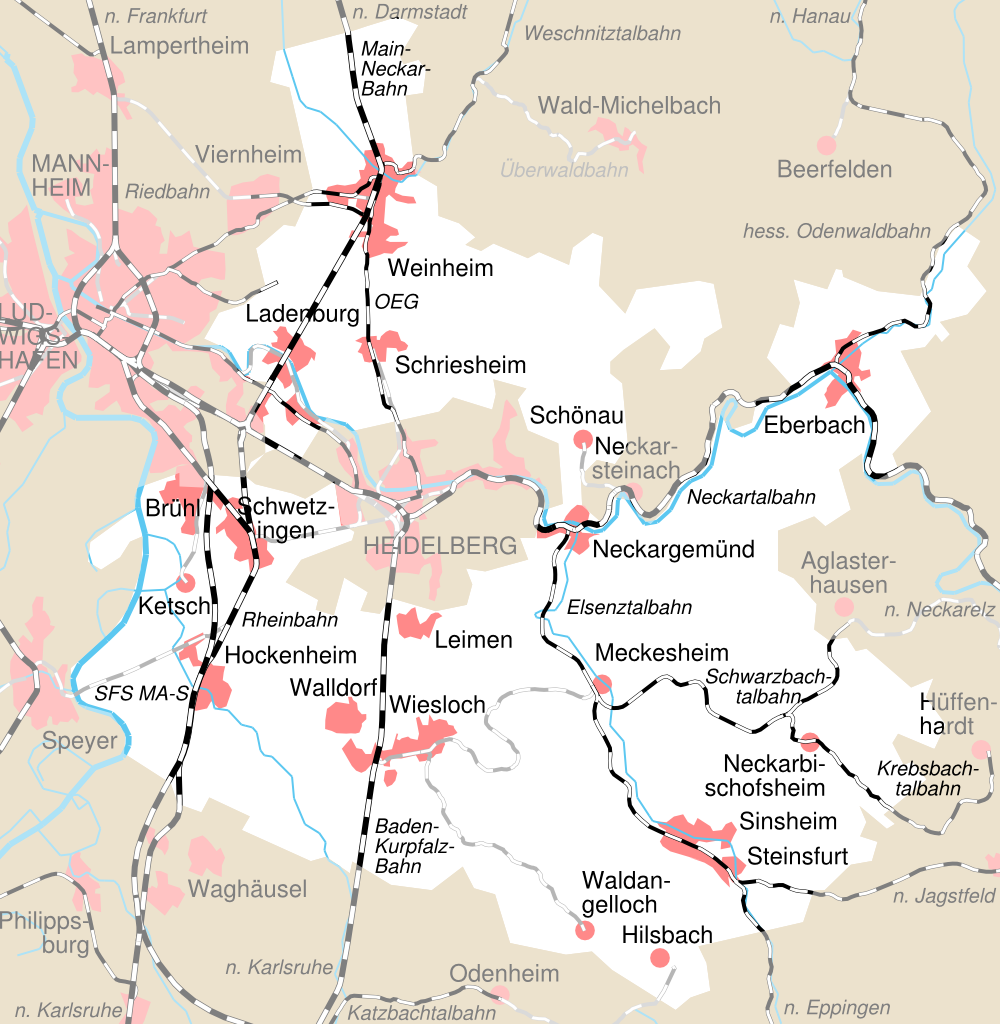
Eisenbahnnetz

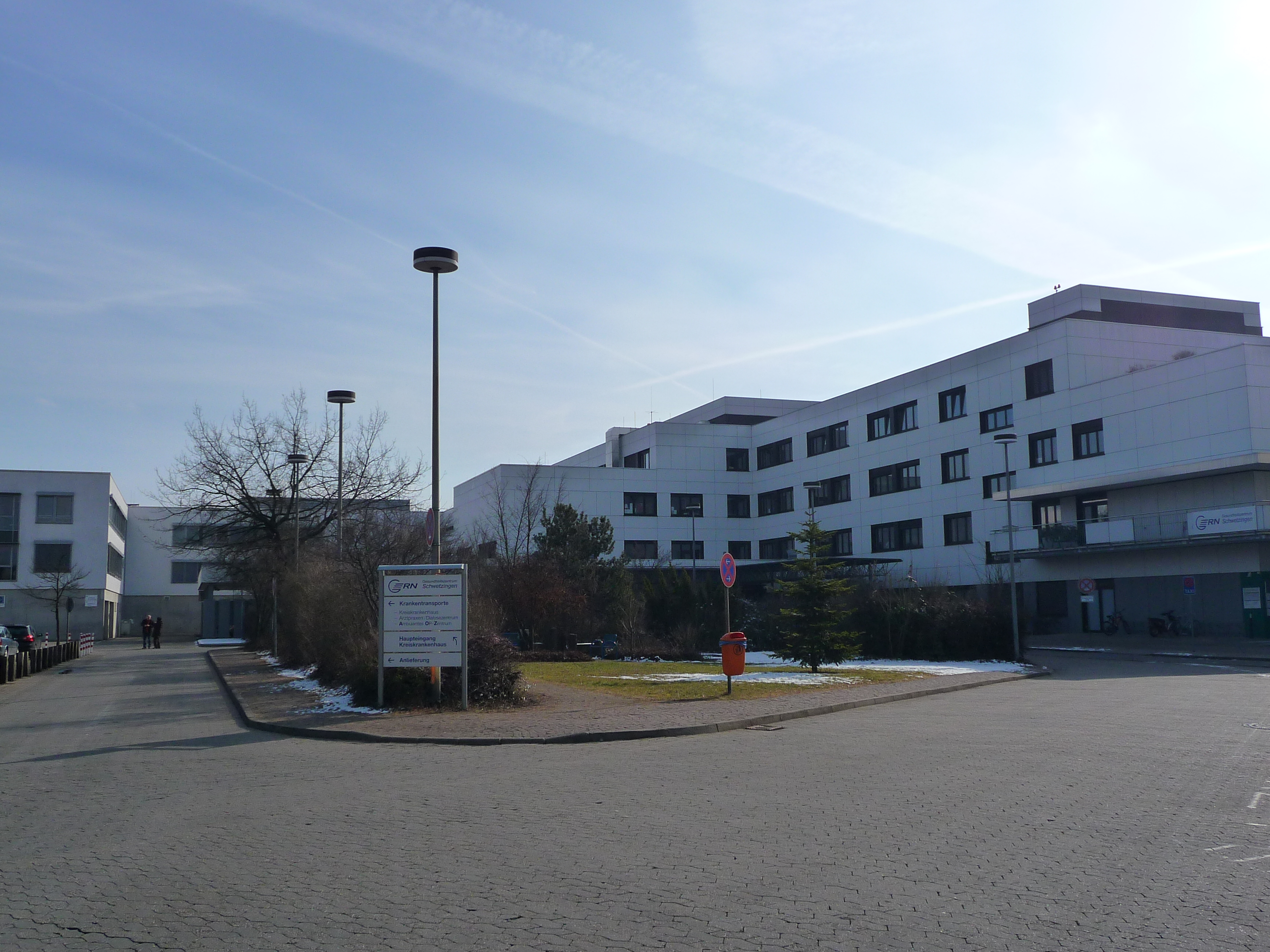
Kreiskrankenhaus Schwetzingen

Die Industriestruktur ist vielfältig mit zahlreichen Betrieben der metallverarbeitenden und chemischen Industrie (zum Beispiel Freudenberg in Weinheim), darunter auch zahlreiche mittelständische Betriebe. Der Dienstleistungssektor ist zwar in den nicht zum Rhein-Neckar-Kreis gehörenden Großstädten konzentriert, doch gibt es auch im Kreisgebiet bedeutende Unternehmen wie zum Beispiel das Software-Unternehmen SAP in Walldorf und St. Leon-Rot oder den Finanzdienstleister MLP und die Heidelberger Druckmaschinen in Wiesloch. In den ländlichen Teilen des Kreises sind auch Land- und Forstwirtschaft stark vertreten. Im Rheingraben (St. Leon-Rot, Schwetzingen) befindet sich eines der Hauptanbaugebiete für Spargel in Deutschland.
Im Zukunftsatlas 2016 belegte der Rhein-Neckar-Kreis Platz 31 von 402 Landkreisen, Kommunalverbänden und kreisfreien Städten in Deutschland und zählt damit zu den Regionen mit „sehr hohen Zukunftschancen“.

### Verkehr

#### Fernstraßen
Durch das Kreisgebiet führt die Bundesautobahn 5 Basel–Frankfurt, Bundesautobahn 61 Venlo–Hockenheim sowie die Bundesautobahn 6 Saarbrücken–Mannheim–Nürnberg, die sich am Autobahnkreuz Walldorf kreuzen, mehrere Bundesstraßen, darunter die B 3 Basel–Frankfurt, die B 39, die B 37 und die B 45 sowie Landesstraßen.

#### Bahn- und Busverkehr
Im Kreisgebiet ging am 14. Dezember 2003 das Netz der S-Bahn Rhein-Neckar in Betrieb, das den gesamten Rhein-Neckar-Raum bis in die Pfalz und nach Südhessen erschließt. Die Anknüpfung an das Netz der Stadtbahn Karlsruhe soll noch ausgebaut werden. Die Rhein-Neckar-Verkehr GmbH (RNV), vor dem 1. März 2005 die Oberrheinische Eisenbahn (OEG), verbindet auf einer Rundstrecke Mannheim, Heidelberg und Weinheim.
Straßenbahnen der RNV fahren außerdem von Heidelberg aus nach Leimen und Eppelheim. BRN, RNV und SWEG versorgen das Heidelberger Umland mit einem relativ dichten Busliniennetz.

#### Radverkehr
Durch den Rhein-Neckar-Kreis verlaufen die folgenden Alltagsrouten aus dem Radnetz Baden-Württemberg:
- Von Mannheim über Schwetzingen und Hockenheim Richtung Waghäusel und Karlsruhe
- Aus Richtung Heppenheim kommend über Weinheim nach Heidelberg und weiter über Wiesloch Richtung Bruchsal
- Von Viernheim kommend nach Weinheim
- Von Schwetzingen über Walldorf nach Wiesloch
- Von Mannheim über Ladenburg nach Heidelberg und weiter über Neckargemünd und Eberbach Richtung Mosbach
- Von Neckargemünd über Meckesheim und Sinsheim Richtung Bad Friedrichshall
- Von Meckesheim über Waibstadt Richtung Mosbach.

Außerdem gibt es ein Mobilitätskonzept Radverkehr des Landkreises aus dem Jahr 2015.
Durch den Landkreis verlaufen die folgenden Landes-Radfernwege:
- Der baden-württembergische Rheinradweg von Konstanz bis Mannheim ist Teil der rechtsrheinischen Variante des Rheinradwegs, der von der Quelle des Rheins am Oberalppass im Schweizer Kanton Graubünden bis zur Mündung bei Rotterdam führt. Im Rhein-Neckar-Kreis verläuft er von Rheinhausen kommend an Altlußheim vorbei nach Ketsch. Er streift Brühl und führt nach einer Schleife durch die Auen in den Ortsteil Rohrhof und weiter nach Mannheim. Der Radfernweg ist als EuroVelo-Route 15 (Rheinradweg)[19] ausgewiesen.
- Der Neckartal-Radweg führt von Villingen-Schwenningen nach Mannheim. Er verläuft dabei von Mosbach über Eberbach und Neckargemünd nach Heidelberg und weiter über Ladenburg nach Mannheim.
- Der Heidelberg-Schwarzwald-Bodensee-Radweg führt von Heidelberg nach Radolfzell am Bodensee. Er verläuft an Reilingen vorbei nach St. Leon und weiter nach Bruchsal und Bretten.
- Der Badische Weinradweg[20] führt von Grenzach-Wyhlen am Hochrhein nach Laudenbach, dabei werden sieben der neun badischen Weinanbaugebiete untereinander verbunden. Er verläuft dabei von Östringen über Rauenberg, Wiesloch und Leimen nach Heidelberg und weiter über Schriesheim und Weinheim nach Laudenbach.
- Der Odenwald-Madonnen-Radweg führt ab Tauberbischofsheim durch den Odenwald bei Hardheim, Walldürn und Buchen, das Neckartal bei Mosbach, Eberbach und Heidelberg bis in die Rheinebene über Walldorf nach Speyer.[21]

Der Rhein-Neckar-Kreis ist Mitglied der AGFK (Arbeitsgemeinschaft Fahrrad- und Fußverkehrsfreundlicher Kommunen) in Baden-Württemberg.

### Kreiseinrichtungen
Der Rhein-Neckar-Kreis ist Schulträger folgender beruflicher Schulen:
| Name                          | Schulart                             | Standort                |
| ----------------------------- | ------------------------------------ | ----------------------- |
| Theodor-Frey-Schule           | Gewerbliche und Kaufmännische Schule | Eberbach                |
| Ehrhart-Schott-Schule         | Gewerbliche Schule                   | Schwetzingen            |
| Friedrich-Hecker-Schule       | Gewerbliche Schule                   | Sinsheim                |
| Hans-Freudenberg-Schule       | Gewerbliche Schule                   | Weinheim                |
| Hubert-Sternberg-Schule       | Gewerbliche Schule                   | Wiesloch                |
| Carl-Theodor-Schule           | Kaufmännische Schule                 | Schwetzingen            |
| Max-Weber-Schule              | Kaufmännische Schule                 | Sinsheim                |
| Johann-Philipp-Reis-Schule    | Kaufmännische Schule                 | Weinheim                |
| Johann-Philipp-Bronner-Schule | Kaufmännische Schule                 | Wiesloch                |
| Louise-Otto-Peters-Schule     | Hauswirtschaftliche Schule           | Hockenheim und Wiesloch |
| Albert-Schweitzer-Schule      | Hauswirtschaftliche Schule           | Sinsheim                |
| Helen-Keller-Schule           | Hauswirtschaftliche Schule           | Weinheim                |

und ferner folgender Sonderpädagogischer Bildungs- und Beratungszentren:
| Name                                                   | Förderschwerpunkt                                       | Standort     |
| ------------------------------------------------------ | ------------------------------------------------------- | ------------ |
| Comeniusschule Schwetzingen                            | Förderschwerpunkt geistige Entwicklung                  | Schwetzingen |
| Steinsbergschule Sinsheim                              | Förderschwerpunkt geistige Entwicklung                  | Sinsheim     |
| Maria-Montessori-Schule Weinheim mit Schulkindergarten | Förderschwerpunkt geistige Entwicklung                  | Weinheim     |
| Martinsschule Ladenburg                                | Förderschwerpunkt körperlich und motorische Entwicklung | Ladenburg    |

Die ehemals in Eigenbetrieb geführten Krankenhäuser, Alten- und Pflegeheime sowie Geriatrische Rehabilitationskliniken sind seit 1. Januar 2006 als Einrichtungen der Gesundheitszentren Rhein-Neckar organisiert, deren alleiniger Gesellschafter der Rhein-Neckar-Kreis ist.

## Städte und Gemeinden
(Einwohner am 31. Dezember 2024, Fläche)
| Städte 1. Eberbach (14.727, 81,2 km²) 2. Eppelheim (15.663, 5,6 km²) 3. Hemsbach (11.915, 12,9 km²) 4. Hockenheim, Große Kreisstadt (21.623, 34,8 km²) 5. Ladenburg (12.914, 19,0 km²) 6. Leimen, Große Kreisstadt (26.873, 20,6 km²) 7. Neckarbischofsheim (4.195, 26,4 km²) 8. Neckargemünd (13.335, 26,4 km²) 9. Rauenberg (8.675, 11,1 km²) 10. Schönau (4.369, 22,5 km²) 11. Schriesheim (15.209, 31,6 km²) 12. Schwetzingen, Große Kreisstadt (21.767, 21,6 km²) 13. Sinsheim, Große Kreisstadt (37.036, 127,0 km²) 14. Waibstadt (5.794, 26,6 km²) 15. Walldorf (16.188, 19,9 km²) 16. Weinheim, Große Kreisstadt (45.852, 58,1 km²) 17. Wiesloch, Große Kreisstadt (27.731, 30,3 km²) Vereinbarte Verwaltungsgemeinschaften und Gemeindeverwaltungsverbände 1. Vereinbarte Verwaltungsgemeinschaft der Stadt Eberbach mit der Gemeinde Schönbrunn 2. Gemeindeverwaltungsverband „Elsenztal“ mit Sitz in Meckesheim; Mitgliedsgemeinden: Eschelbronn, Lobbach, Mauer, Meckesheim und Spechbach 3. Vereinbarte Verwaltungsgemeinschaft der Stadt Hemsbach mit der Gemeinde Laudenbach 4. Vereinbarte Verwaltungsgemeinschaft der Stadt Hockenheim mit den Gemeinden Altlußheim, Neulußheim und Reilingen 5. Gemeindeverwaltungsverband Neckargemünd mit Sitz in Neckargemünd; Mitgliedsgemeinden: Stadt Neckargemünd und Gemeinden Bammental, Gaiberg und Wiesenbach 6. Gemeindeverwaltungsverband Rauenberg mit Sitz in Rauenberg; Mitgliedsgemeinden: Stadt Rauenberg und Gemeinden Malsch und Mühlhausen 7. Gemeindeverwaltungsverband Schönau mit Sitz in Schönau; Mitgliedsgemeinden: Stadt Schönau und Gemeinden Heddesbach, Heiligkreuzsteinach und Wilhelmsfeld 8. Vereinbarte Verwaltungsgemeinschaft der Stadt Sinsheim mit den Gemeinden Angelbachtal und Zuzenhausen 9. Gemeindeverwaltungsverband Waibstadt mit Sitz in Waibstadt; Mitgliedsgemeinden: Städte Waibstadt und Neckarbischofsheim sowie Gemeinden Epfenbach, Helmstadt-Bargen, Neidenstein und Reichartshausen 10. Vereinbarte Verwaltungsgemeinschaft der Stadt Wiesloch mit der Gemeinde Dielheim | Gemeinden 1. Altlußheim (6.317, 16,0 km²) 2. Angelbachtal (5.299, 17,9 km²) 3. Bammental (6.278, 12,2 km²) 4. Brühl (14.328, 10,2 km²) 5. Dielheim (9.094, 22,7 km²) 6. Dossenheim (12.690, 14,1 km²) 7. Edingen-Neckarhausen (14.612, 12,0 km²) 8. Epfenbach (2.448, 13,0 km²) 9. Eschelbronn (2.733, 8,2 km²) 10. Gaiberg (2.480, 4,2 km²) 11. Heddesbach (472, 8,2 km²) 12. Heddesheim (12.294, 14,7 km²) 13. Heiligkreuzsteinach (2.614, 19,6 km²) 14. Helmstadt-Bargen (3.887, 28,0 km²) 15. Hirschberg an der Bergstraße (9.647, 12,4 km²) 16. Ilvesheim (9.207, 5,9 km²) 17. Ketsch (13.117, 16,5 km²) 18. Laudenbach (6.573, 10,3 km²) 19. Lobbach (2.353, 14,9 km²) 20. Malsch (3.478, 6,8 km²) 21. Mauer (4.073, 6,3 km²) 22. Meckesheim (5.298, 16,3 km²) 23. Mühlhausen (Kraichgau) (8.753, 15,3 km²) 24. Neidenstein (1.769, 8,5 km²) 25. Neulußheim (7.162, 3,4 km²) 26. Nußloch (11.418, 13,6 km²) 27. Oftersheim (12.272, 12,8 km²) 28. Plankstadt (10.644, 8,4 km²) 29. Reichartshausen (2.154, 10,0 km²) 30. Reilingen (8.404, 16,4 km²) 31. Sandhausen (15.330, 14,6 km²) 32. Schönbrunn (2.901, 34,5 km²) 33. Spechbach (1.761, 8,5 km²) 34. St. Leon-Rot (13.979, 25,6 km²) 35. Wiesenbach (3.181, 11,1 km²) 36. Wilhelmsfeld (3.332, 4,8 km²) 37. Zuzenhausen (2.343, 11,6 km²) |  |

## Kfz-Kennzeichen
Am 1. Januar 1973 wurde dem Landkreis das seit dem 1. Juli 1956 für den Landkreis Heidelberg gültige Unterscheidungszeichen HD zugewiesen. Es wird durchgängig bis heute ausgegeben.
Bis in die 1990er Jahre erhielten Fahrzeuge aus den Teilkreisen besondere Erkennungsnummern:
| Gebiet               | Buchstaben | Zahlen        |
| -------------------- | ---------- | ------------- |
| Teilkreis Heidelberg | AA bis NL  | 100 bis 999   |
| Teilkreis Heidelberg | JA bis NL  | 1000 bis 9999 |
| Teilkreis Mannheim   | NM bis TU  | 100 bis 9999  |
| Teilkreis Weinheim   | TV bis XP  | 100 bis 9999  |
| Teilkreis Sinsheim   | XR bis ZZ  | 100 bis 9999  |